# Sina Ataeian Dena
Pour les articles homonymes, voir Dena.
 (avril 2025).
La mise en forme du texte ne suit pas les recommandations de Wikipédia : il faut le « wikifier ».
Les points d'amélioration suivants sont les cas les plus fréquents. Le détail des points à revoir est peut-être précisé sur la page de discussion.
- Les titres sont pré-formatés par le logiciel. Ils ne sont ni en capitales, ni en gras.
- Le texte ne doit pas être écrit en capitales (les noms de famille non plus), ni en gras, ni en italique, ni en « petit »…
- Le gras n'est utilisé que pour surligner le titre de l'article dans l'introduction, une seule fois.
- L'italique est rarement utilisé : mots en langue étrangère, titres d'œuvres, noms de bateaux, etc.
- Les citations ne sont pas en italique mais en corps de texte normal. Elles sont entourées par des guillemets français : « et ».
- Les listes à puces sont à éviter, des paragraphes rédigés étant largement préférés. Les tableaux sont à réserver à la présentation de données structurées (résultats, etc.).
- Les appels de note de bas de page (petits chiffres en exposant, introduits par l'outil «  Source ») sont à placer entre la fin de phrase et le point final[comme ça].
- Les liens internes (vers d'autres articles de Wikipédia) sont à choisir avec parcimonie. Créez des liens vers des articles approfondissant le sujet. Les termes génériques sans rapport avec le sujet sont à éviter, ainsi que les répétitions de liens vers un même terme.
- Les liens externes sont à placer uniquement dans une section « Liens externes », à la fin de l'article. Ces liens sont à choisir avec parcimonie suivant les règles définies. Si un lien sert de source à l'article, son insertion dans le texte est à faire par les notes de bas de page.
- La présentation des références doit suivre les conventions bibliographiques. Il est recommandé d'utiliser les modèles {{Ouvrage}}, {{Chapitre}}, {{Article}}, {{Lien web}} et/ou {{Bibliographie}}. Le mode d'édition visuel peut mettre en forme automatiquement les références.
- Insérer une infobox (cadre d'informations à droite) n'est pas obligatoire pour parachever la mise en page.

Pour une aide détaillée, merci de consulter Aide:Wikification.
Si vous pensez que ces points ont été résolus, vous pouvez retirer ce bandeau et améliorer la mise en forme d'un autre article.
Sina Ataeian Dena (né en 1983 à Ahvaz, en Iran) est un réalisateur, scénariste, producteur de cinéma et artiste irano-allemand.

## Biographie

### Cinéaste
Après des études de physique, il s'oriente vers la réalisation cinématographique à l'Université d'art Sooreh de Téhéran. En 2009, son court métrage d'animation Especially Music remporte le concours international du Festival international du court métrage de Téhéran.
Il réalise ensuite son premier long métrage, Paradise (Ma dar behesht), en tant que scénariste, réalisateur et producteur, aux côtés de Yousef Panahi. Le tournage, sans autorisation officielle ni financement gouvernemental, s'étend sur trois ans. Le film, qui explore la violence latente à travers le quotidien d'une enseignante à Téhéran, est présenté en 2015 en compétition principale au 68e Festival du film de Locarno, où il est nommé pour le Léopard d'or et reçoit le Prix du Jury œcuménique ainsi que le Swatch Art Peace Hotel Award.
Paradise est ensuite projeté dans de nombreux festivals internationaux, remportant plusieurs distinctions, dont le Prix spécial du jury au Festival international du film de Marrakech, décerné par Francis Ford Coppola,.
En 2018, les éditions Snoeck publient le Paradise Handbook, détaillant les stratégies subversives employées dans le film pour contourner la censure.
En 2023, Dena est producteur et conseiller dramaturgique du drame social iranien Critical Zone d'Ali Ahmadzadeh. Le film remporte le Léopard d'or au Festival de Locarno. Dena accepte seul le prix, Ahmadzadeh étant empêché d'entrer dans l'espace Schengen. Son discours sur le rôle central des artistes dans les systèmes répressifs et l'appel à la liberté d'expression est largement relayé. Le film reçoit d'autres récompenses, notamment aux festivals de Haïfa et de Batoumi.
Il est également producteur associé et conseiller dramaturgique du documentaire Seven Winters in Tehran de Steffi Niederzoll, retraçant la vie de Reyhaneh Jabbari et sa lutte pour les droits des femmes. Le film est primé à la Berlinale 2023 (Prix Compass Perspective et Prix du film pour la paix), au CPH:DOX (F:act Award) et reçoit le Prix du film bavarois en 2024.
Dena coécrit avec Kia Ataeian Dena le film Science of Happiness de Henner Winckler. Il développe également Wolves, première série animée du Berlinale Co-Production Market, en tant que scénariste et réalisateur. Il est cofondateur de la société de production berlinoise Counterintuitive Film.
Il enseigne à la Deutsche Film- und Fernsehakademie (DFFB) et à l'Université des arts de Berlin (UdK), proposant des séminaires sur l'écriture créative, la mise en scène, la dramaturgie, la performance et les techniques d'animation générées par ordinateur.

### L’artiste
En 2018, Dena expose des photographies et la vidéo-installation Altering Realities dans l'exposition Hidden Secret à la Villa Merkel en Allemagne, aux côtés d'œuvres de Francis Alÿs et !Mediengruppe Bitnik.
La même année, il présente l'installation vidéo Home dans le cadre de Studio Bosporus au musée Hamburger Bahnhof à Berlin.
Entre 2016 et 2018, il bénéficie de bourses du Goethe-Institut pour la résidence artistique Kulturakademie Tarabya à Istanbul. En 2018-2019, il est résident au Swatch Art Peace Hotel à Shanghai. Il vit actuellement à Berlin.
Il cofonde en 2020 le collectif de performances publiques Exhilium, présent notamment au Karneval der Kulturen de Berlin en 2023.
Ses œuvres provocatrices sur les catastrophes environnementales à Ahvaz et ailleurs attirent l'attention. Ses vidéos, peintures et photographies sont exposées dans des institutions telles que la Staatliche Kunsthalle Baden-Baden, le Künstlerhaus Bethanien et la galerie SOMA à Berlin.

## Filmographie (sélection)
Réalisateur, scénariste et producteur
- 2015 : Paradise
- 2013 : Wind in the Alley (vidéo-art)
- 2013 : Homo (vidéo-art)
- 2006 : Third Gender (documentaire)
- 2004 : Freak Out (vidéo-art)

Réalisateur et scénariste
- 2012 : Arghaj (documentaire)
- 2010 : Life Tuning (documentaire)
- 2009 : Especially Music (animation, court métrage)
- 2009 : Yar-e-dar (court métrage avec animation)

Conseiller dramaturgique et producteur
- 2023 : Critical Zone
- 2023 : Seven Winters in Tehran

## Sources
- « Cast & Crew – Paradise the Film », consulté le 17 décembre 2018.
- Barth, Alec ; Bokaie, Reyhan (2018). Paradise: Handbook. Andreas Baur, Snoeck.  (ISBN 978-3864422485).
- « Ma dar Behesht - Le mécontentement et ses nombreux enfants », Pardo Live – Locarno Festival. Consulté le 14 décembre 2018.
- Ristau, Reece (7 août 2015). « Locarno: L'équipe iranienne derrière Paradise parle de la "violence dans la vie quotidienne" », Variety. Consulté le 14 décembre 2018.
- « Home – Paradise the Film », consulté le 14 décembre 2018.
- « Sina Ataeian Dena », IMDb. Consulté le 14 décembre 2018.
- « Snoeck – Paradise Handbook », consulté le 2 février 2024.
- Ntim, Zac (12 août 2023). « Lauréats du Festival du film de Locarno: Critical Zone du cinéaste iranien persécuté Ali Ahmadzadeh remporte le prix principal », Deadline. Consulté le 2 février 2024.
- « Le Pardo d’oro au Locarno76 revient à Mantagheye bohrani (Critical Zone) », locarnofestival.ch. Consulté le 2 février 2024.
- Festival du film de Locarno (Facebook). « La cérémonie de remise du Pardo d’oro nous a tous émerveillés lorsque le producteur de Mantagheye bohrani (Critical Zone), Sina Ataeian Dena, est monté sur scène... », consulté le 2 février 2024.
- « CRITICAL ZONE – Luxbox », consulté le 2 février 2024.
- « Counterintuitive Film | société de production cinématographique basée à Berlin », consulté le 2 février 2024.
- « Villa Merkel : 2018 – Hidden Secret », consulté le 17 décembre 2018.
- Staatliche Museen zu Berlin. « Studio Bosporus – Académie culturelle de Tarabya à Berlin », consulté le 17 décembre 2018.